# Percy Pickwick
Percy Pickwick (im frz. Original Clifton) ist eine humoristische Comic-Serie. In deutscher Übersetzung erschienen die Alben von 1983 bis 2013 bei Carlsen, seit 2014 liegen eine Gesamtausgabe (der Arbeiten bis 2008) und neue Alben (ab 2016) im Splitter-Verlag vor. Die Geschichten wurden auch in den Zeitschriften Zack (unter dem Originaltitel), Fix und Foxi und in diversen anderen Kauka-Publikationen (als Clifton bzw. Sir Harold) sowie Yps veröffentlicht.

## Autoren
Die Serie Percy Pickwick wurde 1959 von Raymond Macherot (1924–2008) französischsprachig für das belgische Magazin Tintin/Kuifje entwickelt. Macherot zeichnete und schrieb drei Geschichten. Als er 1964 Tintin in Richtung Spirou-Magazin verließ, musste er die Rechte an der Figur Percy Pickwick zurücklassen. Erst 1969 schuf der Chefredakteur des Tintin-Magazins Greg ein weiteres Szenario, für das er Jo-El Azara als Zeichner gewinnen konnte. 1971 wurde die Serie von dem Erfolgsduo Turk (Zeichnungen) und de Groot (Text) übernommen und ausgebaut. 1984 ersetzte Bédu Turk als Zeichner und ab 1991 zusätzlich de Groot als Szenarist (bis 1994). 2003 übernahm de Groot wieder die Serie und schuf zusammen mit dem Zeichner Michel Rodrigue vier weitere Geschichten. 2016, 2017 und 2023 erschienen drei neue Bände mit Zeichnungen von Turk und Texten von Zidrou.

## Inhalt
Percy Pickwick (im frz. Original Colonel Sir Harold Wilberforce Clifton) ist ein früherer britischer Oberst und Geheimagent des MI5, des Inlands-Geheimdienstes ihrer Majestät. Er hat sich zwar aus dem Dienst zurückgezogen, muss aber immer wieder für die britische Regierung (den MI5 oder den MI6, den Auslands-Geheimdienst) oder für Scotland Yard knifflige Aufträge erledigen. Mit einer Mischung aus britischer Gelassenheit und Jähzorn sowie mit Humor meistert er jede Situation.
Pickwick lebt in der Nähe Londons in Puddington mit seiner langjährigen Haushälterin Miss Partridge (so auch im Original; bei Zack, Kauka und Yps als Miss Plumpudding), die für ihr mit Preisen ausgezeichnetes Gulasch berühmt ist. (Der Name Partridge ist möglicherweise eine Anspielung auf Agatha Christies Roman Die Schattenhand, in dem eine ähnlich beschriebene Haushälterin gleichen Namens vorkommt.) Percy Pickwick fährt einen roten MG TD (ein Modell, das zwischen 1949 und 1953 gebaut wurde) mit dem Kennzeichen LKP 323, der in fast allen Geschichten sehr zu leiden hat, aber immer wieder liebevoll repariert wird. Pickwicks weitere Hobbys sind die Boy Scouts (Pfadfinder), seine Katzen und seine Sammlung von Zigarren-Bauchbinden. Pickwick wurde im Verlauf der Handlung von Mord ist Trumpf (frz. Mortelle saison) für seine Verdienste bei der Rettung eines Mitgliedes der Königsfamilie zum Ritter geschlagen.

## Entwicklung
In 60 Jahren erschienen bisher (2023) 27 albenlange Geschichten und 15 Kurzgeschichten mit zusammen über 1.200 Seiten (die bislang letzte Veröffentlichung fand im Oktober 2023 statt). Lag in den 1970er und 1980er Jahren der Schwerpunkt der Serie auf der humoristischen Seite sowohl der Figuren als auch der Handlung, ist in den letzten Jahren eine „härtere“ Gangart der Storys zu beobachten. Pickwick, der ursprünglich als pensionierter Weltkriegspilot angelegt war, der nur hin und wieder aushilfsweise als Detektiv und Amateuragent einspringt, wird nun als aktiver Agent dargestellt, der in James-Bond-Manier agiert – man könnte in den letzten Alben sogar von der Einführung von „Pickwick-Girls“ (analog zu den Bond-Girls) sprechen.

## Veröffentlichungen
Die Serie erscheint neben dem Original in Belgien (niederländische und französische Ausgabe bei Lombard) auch in England (bei Cinebook) und den skandinavischen Staaten Dänemark, Norwegen und Schweden (bei Carlsen) sowie in Griechenland. Im deutschsprachigen Raum erschien Clifton erstmals als Cover-Illustration in Ausgabe 10/1964 des Schweizer Magazins Tim (Atar Verlag). Seit 1973 erscheint die Serie in verschiedenen deutschen Comic-Magazinen, zunächst zwischen 1973 und 1976 beim Koralle-Verlag als Colonel Clifton, danach von 1977 bis 1985 beim Kauka Verlag als Clifton bzw. als  Sir Harald und zwischen 1981 und 1998 als Percy Paul Pickwick bei Gruner + Jahr.
Von 1983 bis 2013 gab der Reinbeker bzw. Hamburger Carlsen Verlag eine 22-bändige Album-Ausgabe von Percy Pickwick heraus. Die Covergestaltung folgte den französischen Albenausgaben, abgesehen von Änderungen im Titellogo. Bei einer Neuauflage wurden nach 2008 teilweise neue Titelbilder geschaffen (Carlsen Alben 2, 7, 9 und 12). Eine sechsbändige Gesamtausgabe erschien 2014/2015 bei Toonfish, wo 2016, 2017 und 2024 auch die neuen Alben erschienen.

## Namensänderung in Deutschland
Für die Aufnahme der Geschichten in Yps ab 1981 entschied die dortige Redaktion unter der Leitung von Norbert Hinze, den Titelhelden in „Percy Paul Pickwick“ umzubenennen, da parallel die ähnlich klingende Detektivserie Perry Clifton veröffentlicht wurde. Als 1983 der Carlsen-Verlag die Albenveröffentlichung startete, bat die Yps-Redaktion den damaligen Carlsen-Comics-Chefredakteur Eckart Sackmann, den Namen dort weiterzuverwenden. Das wurde auch bei der Gesamtausgabe im Splitter-Verlag ab 2014 beibehalten.

## Titelübersicht (Originalreihenfolge des Erscheinens)
In den Magazinveröffentlichungen der einzelnen Verlage wie auch in der Carlsen-Album-Veröffentlichung wird die Originalreihenfolge nicht eingehalten.

(Die Vollnummer bezeichnet die Originalreihenfolge, nicht die Albennummer; Kurzgeschichten werden mit K gezählt; die Länge der Geschichten wird als S. angegeben).

### Macherot (1959–1961)
1. Les Enquêtes du colonel Clifton (30 S.)
Text (Scénario) und Zeichnungen (Dessin): Raymond Macherot
- Belg. Magazinveröffentlichung in Tintin 50/1959 (16. Dezember 1959) bis 12/1960 (23. März 1960)
- Frz. Magazinveröffentlichung in Tintin 588 (28. Januar 1960) bis 602 (5. Mai 1960)
- Frz. Albumausgabe bei Le Lombard, Collection Jeune Europe 6, Brüssel (Januar 1961)
- Frz. Albumausgabe in Spécial Clifton bei Editions du Lombard, Brüssel (1981)
- Frz. Album-Neuausgabe (in schwarz-weiß) bei Niffle, Brüssel (2003)
- Frz. Album-Neuausgabe in Clifton Intégrale 1 bei Le Lombard, Brüssel (Januar 2011), ISBN 978-2-8036-2777-6
- Dt. Taschenbuchausgabe als Der Kampf gegen die Gorillas in Fix-und-Foxi-Extra 46 (Oktober 1978) bei Kauka, ummontiert auf 67 Seiten, 3-reihig
- Dt. Albumausgabe als Die verschwundenen Geldschränke bei Carlsen, Hamburg, als Percy Pickwick 10 (1988), Verlagsnummer 02190, ISBN 3-551-02190-2
- Dt. Album-Neuausgabe als Die verschwundenen Geldschränke bei Toonfish, Bielefeld, in Percy Pickwick Gesamtausgabe 1 (Dezember 2014), ISBN 978-3-86869-766-7

2. Clifton à New York (30 S.)
Text (Scénario) und Zeichnungen (Dessin): Raymond Macherot
- Belg. Magazinveröffentlichung in Tintin 13/1960 (30. März 1960) bis 31/1960 (4. August 1960)
- Frz. Magazinveröffentlichung in Tintin 603 (12. Mai 1960) bis 622 (22. September 1960)
- Frz. Albumausgabe bei Le Lombard, Collection Jeune Europe 15, Brüssel (Januar 1962)
- Frz. Albumausgabe in Spécial Clifton bei Editions du Lombard, Brüssel (1981)
- Frz. Album-Neuausgabe (in schwarz-weiß) bei Niffle, Brüssel (2003)
- Frz. Album-Neuausgabe in Clifton Intégrale 1 bei Le Lombard, Brüssel (Januar 2011), ISBN 978-2-8036-2777-6
- Dt. Taschenbuchausgabe als Einsatz in New York in Fix und Foxi-Extra 43 (Mai 1978) bei Kauka, ummontiert auf 24 Seiten, 5-reihig
- Dt. Albumausgabe als Percy Pickwick in New York in Die verschwundenen Geldschränke bei Carlsen, Hamburg, als Percy Pickwick 10 (1988), Verlagsnummer 02190, ISBN 3-551-02190-2
- Dt. Album-Neuausgabe als Percy Pickwick in New York bei Toonfish, Bielefeld, in Percy Pickwick Gesamtausgabe 1 (Dezember 2014), ISBN 978-3-86869-766-7

3. Clifton et les espions (30 S.)
Text (Scénario) und Zeichnungen (Dessin): Raymond Macherot
- Belg. Magazinveröffentlichung in Tintin 49/1960 (8. Dezember 1960) bis 11/1961 (14. März 1961)
- Frz. Magazinveröffentlichung in Tintin 639 (19. Januar 1961) bis 653 (27. April 1961)
- Frz. Albumausgabe bei Le Lombard, Collection Histoires du journal Tintin 3, Brüssel (Januar 1965)
- Frz. Albumausgabe in Spécial Clifton bei Editions du Lombard, Brüssel (1981)
- Frz. Album-Neuausgabe (in schwarz-weiß) bei Niffle, Brüssel (2003)
- Frz. Album-Neuausgabe in Clifton Intégrale 1 bei Le Lombard, Brüssel (Januar 2011), ISBN 978-2-8036-2777-6
- Dt. Magazinausgabe als Die Atomspione in Zack 5/1974 (24. Januar 1974) bis 9/1974 (21. Februar 1974) bei Koralle, Hamburg
- Dt. Magazinausgabe als Clifton gegen die Atomspione in Fix und Foxi 34–36/1977 bei Kauka, ummontiert auf 21 Seiten, 5-reihig
- Dt. Magazinausgabe als Der Spion in Yps 495–500 (1985) bei Gruner + Jahr, Hamburg
- Dt. Albumausgabe als Unter falschem Verdacht in Die verschwundenen Geldschränke bei Carlsen, Hamburg, als Percy Pickwick 10 (1988), Verlagsnummer 02190, ISBN 3-551-02190-2
- Dt. Album-Neuausgabe als Unter falschem Verdacht bei Toonfish, Bielefeld, in Percy Pickwick Gesamtausgabe 1 (Dezember 2014), ISBN 978-3-86869-766-7

### Jo-el Azara & Greg (1969)
4. Les Lutins diaboliques (30 S.)
Text (Scénario): Greg; Zeichnungen (Dessin): Jo-El Azara
- Belg. Magazinveröffentlichung in Tintin 7/1969 (18. Februar 1969) bis 21/1969 (27. Mai 1969)
- Frz. Magazinveröffentlichung in Tintin 1060 (20. Februar 1969) bis 1074 (29. Mai 1969)
- Frz. Albumausgabe bei Le Lombard, Collection Vedette 10, Brüssel (Januar 1971)
- Frz. Album-Neuausgabe als Clifton 17 bei Le Lombard, Brüssel (1. März 1997), mit verschiedenen Kurzgeschichten, ISBN 978-2-8036-1245-1
- Frz. Album-Neuausgabe in Clifton Intégrale 1 bei Le Lombard, Brüssel (Januar 2011), ISBN 978-2-8036-2777-6
- Dt. Magazinausgabe als Der Spuk der Zwerge in Zack 10/1974 (28. Februar 1974) bis 14/1974 (28. März 1974) bei Koralle, Hamburg
- Dt. Taschenbuchausgabe als Die komischen Kobolde in Fix und Foxi-Extra 44 (Juli 1978) bei Kauka, ummontiert auf 56 Seiten, 3-reihig
- Dt. Albumausgabe als Die teuflischen Zwerge bei Carlsen, Hamburg, als Percy Pickwick 18 (Oktober 1996), Verlagsnummer 02198, ISBN 3-551-02198-8
- Dt. Album-Neuausgabe als Die teuflischen Zwerge bei Toonfish, Bielefeld, in Percy Pickwick Gesamtausgabe 1 (Dezember 2014), ISBN 978-3-86869-766-7

### Turk & de Groot (1971–1983)
K1.  Le Mystère de la voix qui court (14 S.)
Text (Scénario): Greg & Bob de Groot; Zeichnungen (Dessin): Turk
- Belg. Magazinveröffentlichung in Tintin 48/1970 (1. Dezember 1970) bis 1/1971 (5. Januar 1971)
- Frz. Magazinveröffentlichung in Tintin 1153 (3. Dezember 1970) bis 1158 (7. Januar 1971)
- Dt. Magazinausgabe als Clifton entlarvt die Geisterstimme in Fix und Foxi 18/1977 bei Kauka
- Dt. Magazinausgabe als Die Stimme aus dem Nichts in Yps 470–472 (1984) bei Gruner + Jahr, Hamburg
- Dt. Albumausgabe als Das Geheimnis der laufenden Stimme in Diebisches Gelächter bei Carlsen, Reinbek bei Hamburg, als Percy Pickwick 9 (1988), Verlagsnummer 02189, ISBN 3-551-02189-9
- Dt. Magazinausgabe als Die Stimme aus dem Nichts in Yps-Originalcomics 1 (November 2013) bei Egmont Ehapa Media, Berlin, ISBN 978-3-8413-7001-3
- Dt. Album-Neuausgabe als Die Stimme aus dem Nichts bei Toonfish, Bielefeld, in Percy Pickwick Gesamtausgabe 1 (Dezember 2014), ISBN 978-3-86869-766-7
- Dt. Albumausgabe als Die Stimme aus dem Nichts bei Toonfish, Bielefeld, in Percy Pickwick Ausgabe zum Gratis Comic Tag 2015 (9. Mai 2015)

K2. Les Émeraudes se font la malle! (16 S.)
Text (Scénario): Bob de Groot; Zeichnungen (Dessin): Turk
- Frz. Taschenbuchveröffentlichung in Tintin-Sélection 15 (1. Mai 1972)
- Dt. Taschenbuchausgabe als Die Smaragde der Lady in Zack-Parade 6 (1974) bei Koralle, Hamburg
- Dt. Taschenbuchausgabe als Der Smaragdenraub in Lupo 72 (1985) bei Kauka
- Dt. Albumausgabe als Die verschwundenen Smaragde in Der falsche Lord bei Carlsen, Hamburg, als Percy Pickwick 13 (1990), Verlagsnummer 02193, ISBN 3-551-02193-7; ummontiert auf 8 Seiten, 4-reihig
- Dt. Magazinausgabe als Die Smaragd-Falle in Yps 1141–1142 (1997) bei Gruner + Jahr, Hamburg; ummontiert (Albumversion)
- Dt. Album-Neuausgabe als Die verschwundenen Smaragde bei Toonfish, Bielefeld, in Percy Pickwick Gesamtausgabe 1 (Dezember 2014), ISBN 978-3-86869-766-7

5. Le Voleur qui rit (31 S.)
Text (Scénario): Greg & Bob de Groot; Zeichnungen (Dessin): Turk
- Belg. Magazinveröffentlichung in Tintin 40/1972 (3. Oktober 1972) bis 48/1972 (28. November 1972)
- Frz. Magazinveröffentlichung in Tintin 1249 (5. Oktober 1972) bis 1257 (30. November 1972)
- Frz. Albumausgabe bei Le Lombard, Collection Vedette 23, Brüssel (Oktober 1973), ISBN 978-2-8036-1614-5
- Frz. Album-Neuausgabe als Clifton 2 bei Le Lombard, Brüssel (August 1978), ISBN 978-2-205-01446-4
- Frz. Album-Neuausgabe in Clifton Intégrale 2 bei Le Lombard, Brüssel (März 2011), ISBN 978-2-8036-2830-8
- Dt. Magazinausgabe als Die Kichergang hat nichts zu lachen! in Fix und Foxi Ostern 1978 bei Kauka, ummontiert auf 22 Seiten, 5-reihig
- Dt. Magazinausgabe als Der lachende Räuber von London in Yps 412–417 (1983) bei Gruner + Jahr, Hamburg
- Dt. Albumausgabe als Diebisches Gelächter bei Carlsen, Reinbek bei Hamburg, als Percy Pickwick 9 (1988), Verlagsnummer 02189, ISBN 3-551-02189-9
- Dt. Album-Neuausgabe als Diebisches Gelächter bei Toonfish, Bielefeld, in Percy Pickwick Gesamtausgabe 2 (Februar 2015), ISBN 978-3-86869-767-4

K3. Atout … cœur pour Clifton! (16 S.)
Text (Scénario): Bob de Groot; Zeichnungen (Dessin): Turk
- Frz. Taschenbuchveröffentlichung in Tintin-Sélection 17 (1. November 1972)
- Dt. Taschenbuchausgabe als Herzinfarkt auf Bestellung in Zack-Parade 4 (1973) bei Koralle, Hamburg
- Dt. Taschenbuchausgabe als Herz ist Trumpf in Lupo 69 (1984) bei Kauka
- Dt. Album-Neuausgabe als Herz ist Trumpf bei Toonfish, Bielefeld, in Percy Pickwick Gesamtausgabe 3 (April 2015), ISBN 978-3-86869-768-1

(Später überarbeitete längere Version als Album erschienen)
K4. Roue Libre (16 S.)
Text (Scénario): Bob de Groot; Zeichnungen (Dessin): Turk
- Frz. Taschenbuchveröffentlichung in Tintin-Sélection 18 (1. Februar 1973)
- Dt. Taschenbuchausgabe als Rotes Licht für Autodiebe in Zack-Parade 5 (1974) bei Koralle, Hamburg
- Dt. Magazinausgabe als Rotes Licht für Autodiebe im Tim-Magazin 9/1975 – 12/1975 bei Atar, Genf
- Dt. Taschenbuchausgabe als Oldtimer in der Schwebe in Lupo 70 (1984) bei Kauka
- Dt. Albumausgabe als Oldtimer in Der falsche Lord bei Carlsen, Hamburg, als Percy Pickwick 13 (1990), Verlagsnummer 02193, ISBN 3-551-02193-7; ummontiert auf 8 Seiten, 4-reihig
- Dt. Magazinausgabe als In eigener Sache in Yps 1143–1144 (1997) bei Gruner + Jahr, Hamburg; ummontiert (Albumversion)
- Dt. Album-Neuausgabe als Oldtimer bei Toonfish, Bielefeld, in Percy Pickwick Gesamtausgabe 1 (Dezember 2014), ISBN 978-3-86869-766-7
- Dt. Albumausgabe als Oldtimer bei Toonfish, Bielefeld, in Percy Pickwick Ausgabe zum Gratis Comic Tag 2015 (9. Mai 2015)

6. Alias Lord X (30 S.)
Text (Scénario): Bob de Groot; Zeichnungen (Dessin): Turk
- Belg. Magazinveröffentlichung in Tintin 2/1974 (8. Januar 1974) bis 11/1974 (12. März 1974)
- Frz. Magazinveröffentlichung in Tintin l'hebdoptimiste 62 (12. März 1974) bis 66 (9. April 1974)
- Frz. Albumausgabe bei Le Lombard, Collection Vedette 33, Brüssel (Februar 1975), ISBN 978-2-8036-1295-6
- Frz. Album-Neuausgabe als Clifton 4 bei Le Lombard, Brüssel (August 1980), ISBN 978-2-8036-0317-6
- Frz. Album-Neuausgabe in Clifton Intégrale 2 bei Le Lombard, Brüssel (März 2011), ISBN 978-2-8036-2830-8
- Dt. Magazinausgabe als Der Lord mit der Rose in Yps 473–478 (1985) bei Gruner + Jahr, Hamburg
- Dt. Albumausgabe als Der falsche Lord bei Carlsen, Hamburg, als Percy Pickwick 13 (1990), Verlagsnummer 02193, ISBN 3-551-02193-7
- Dt. Magazinausgabe als Lord X in Yps 1135–1140 (1997) bei Gruner + Jahr, Hamburg
- Dt. Album-Neuausgabe als Der falsche Lord bei Toonfish, Bielefeld, in Percy Pickwick Gesamtausgabe 2 (Februar 2015), ISBN 978-3-86869-767-4

K5. Un Pépin pour Clifton (6 S.)
Text (Scénario): Bob de Groot; Zeichnungen (Dessin): Turk
- Frz. Taschenbuchveröffentlichung in Tintin-Sélection 25 (1. November 1974)
- Dt. Taschenbuchausgabe als Gestörte Teestunde in Zack-Parade 20 (1976) bei Koralle, Hamburg
- Dt. Taschenbuchausgabe als Der liebe Opa in Lupo 69 (1984) bei Kauka
- Dt. Albumausgabe als Gestörte Teestunde bei Toonfish, Bielefeld, in Percy Pickwick Gesamtausgabe 2 (Februar 2015), ISBN 978-3-86869-767-4
- Trickfilmfassung (1984, 6 min.) in frz. und ndl. (Onder Cliftons Paraplu bzw. Pech voor Clifton). Den Helden sprach Antony Hamilton, die Musik stammte von Armando Carrere.

7. Sir Jason (46 S.)
Text (Scénario): Bob de Groot; Zeichnungen (Dessin): Turk
- Belg. Magazinveröffentlichung in Tintin 30/1975 (22. Juli 1975) bis 37/1975 (9. September 1975)
- Frz. Magazinveröffentlichung in Tintin l'hebdoptimiste 133 (22. Juli 1975) bis 140 (9. September 1975)
- Frz. Albumausgabe bei Le Lombard, Collection Jeune Europe 110, Brüssel (Januar 1976), ISBN 978-2-8036-1676-3
- Frz. Album-Neuausgabe als Clifton 7 bei Le Lombard, Brüssel (Januar 1982), ISBN 978-2-8036-0023-6
- Frz. Album-Neuausgabe in Clifton Intégrale 2 bei Le Lombard, Brüssel (März 2011), ISBN 978-2-8036-2830-8
- Dt. Magazinausgabe als Nur Mut, Sir Jason! in Fix und Foxi 29–33/1977 bei Kauka; ummontiert auf 37 Seiten, 5-reihig
- Dt. Magazinausgabe als Der Agenten-Lehrling in Yps 509–516 (1985) bei Gruner + Jahr, Hamburg
- Dt. Albumausgabe als Sieg über die Angst bei Carlsen, Reinbek bei Hamburg, als Percy Pickwick 7 (September 1986), Verlagsnummer 02187, ISBN 3-551-02187-2
- Dt. Album-Neuausgabe als Sieg über die Angst bei Toonfish, Bielefeld, in Percy Pickwick Gesamtausgabe 2 (Februar 2015), ISBN 978-3-86869-767-4

8. Ce cher Wilkinson (46 S.)
Text (Scénario): Bob de Groot; Zeichnungen (Dessin): Turk
- Belg. Magazinveröffentlichung in Tintin 48/1976 (23. November 1976) bis 13/1977 (29. März 1977)
- Frz. Magazinveröffentlichung in Nouveau Tintin 70 (11. Januar 1977) bis 86 (3. Mai 1977)
- Frz. Albumausgabe als Clifton 1 bei Le Lombard, Brüssel (August 1978), ISBN 978-2-8036-1438-7
- Frz. Taschenbuchausgabe bei Le Lombard, Brüssel (April 1991), ISBN 978-2-266-04162-1
- Frz. Album-Neuausgabe in Clifton Intégrale 2 bei Le Lombard, Brüssel (März 2011), ISBN 978-2-8036-2830-8
- Dt. Taschenbuchausgabe als Der liebe Wilkinson in Fix und Foxi-Extra 42 (1978) bei Kauka, ummontiert auf 92 Seiten, 3-reihig
- Dt. Magazinausgabe als Der kleine Mann aus Genua in Yps 388–395 (1983) bei Gruner + Jahr, Hamburg
- Dt. Albumausgabe als Der große Wilkinson bei Carlsen, Hamburg, als Percy Pickwick 12 (1989), Verlagsnummer 02192, ISBN 3-551-02192-9
- Dt. Album-Neuausgabe als Der große Wilkinson bei Toonfish, Bielefeld, in Percy Pickwick Gesamtausgabe 2 (Februar 2015), ISBN 978-3-86869-767-4

K6. Suspense Street (16 S.)
Text (Scénario): Bob de Groot; Zeichnungen (Dessin): Turk
- Frz. Taschenbuchveröffentlichung in Tintin-Sélection 35 (1. Mai 1977)
- Dt. Taschenbuchausgabe als 7 Minuten des Grauens in Lupo 71 (1985) bei Kauka
- Dt. Albumausgabe als Suspense Street bei Toonfish, Bielefeld, in Percy Pickwick Gesamtausgabe 4 (Juni 2015), ISBN 978-3-86869-769-8

K7. 77345 (6 S.)
Text (Scénario): Bob de Groot; Zeichnungen (Dessin): Turk
- Frz. Magazinveröffentlichung in Super-Tintin 1 (27. Juni 1978)
- Dt. Albumausgabe als 77345 in Ein Ende mit Schrecken bei Carlsen, Reinbek bei Hamburg, als Percy Pickwick 2 (Oktober 1983), Verlagsnummer 02182, ISBN 3-551-02182-1
- Dt. Album-Neuausgabe als 77345 bei Toonfish, Bielefeld, in Percy Pickwick Gesamtausgabe 2 (Februar 2015), ISBN 978-3-86869-767-4
- Dt. Magazinausgabe als 77345 in Yps 1268 (Mai 2015) bei Egmont Ehapa Media, Berlin

9. 7 Jours pour mourir (46 S.)
Text (Scénario): Bob de Groot; Zeichnungen (Dessin): Turk
- Belg. Magazinveröffentlichung in Tintin 28/1978 (11. Juli 1978) bis 44/1978 (31. Oktober 1978)
- Frz. Magazinveröffentlichung in Nouveau Tintin 148 (11. Juli 1978) bis 164 (31. Oktober 1978)
- Frz. Albumausgabe als Clifton 3 bei Le Lombard, Brüssel (Januar 1979), ISBN 978-2-8036-1798-2
- Frz. Album-Neuausgabe in Clifton Intégrale 3 bei Le Lombard, Brüssel (Mai 2011), ISBN 978-2-8036-2835-3
- Dt. Magazinausgabe als Der falsche Feind in Yps 279–284 (1981) bei Gruner + Jahr, Hamburg
- Dt. Albumausgabe als Sieben Tage Angst bei Carlsen, Reinbek bei Hamburg, als Percy Pickwick 1 (Oktober 1983), Verlagsnummer 02181, ISBN 3-551-02181-3
- Dt. Album-Neuausgabe als Sieben Tage Angst bei Toonfish, Bielefeld, in Percy Pickwick Gesamtausgabe 3 (April 2015), ISBN 978-3-86869-768-1

10. Atout … cœur! (40 S.)
Text (Scénario): Bob de Groot; Zeichnungen (Dessin): Turk & Walli (eigentlich André van der Elst)
- Belg. Magazinveröffentlichung in Tintin 48/1979 (27. November 1979) bis 8/1980 (19. Februar 1980)
- Frz. Magazinveröffentlichung in Nouveau Tintin 220 (27. November 1979) bis 232 (19. Februar 1980)
- Frz. Albumausgabe als Clifton 5 bei Le Lombard, Brüssel (Januar 1981), ISBN 978-2-8036-1296-3
- Frz. Album-Neuausgabe in Clifton Intégrale 3 bei Le Lombard, Brüssel (Mai 2011), ISBN 978-2-8036-2835-3
- Dt. Magazinausgabe als Die tödliche Angst in Yps 292–298 (1981) bei Gruner + Jahr, Hamburg
- Dt. Albumausgabe als Ein Ende mit Schrecken bei Carlsen, Reinbek bei Hamburg, als Percy Pickwick 2 (Oktober 1983), Verlagsnummer 02182, ISBN 3-551-02182-1
- Dt. Album-Neuausgabe als Ein Ende mit Schrecken bei Toonfish, Bielefeld, in Percy Pickwick Gesamtausgabe 3 (April 2015), ISBN 978-3-86869-768-1

11. Une Panthère pour le Colonel (46 S.)
Text (Scénario): Bob de Groot; Zeichnungen (Dessin): Turk & Walli (eigentlich André van der Elst)
- Belg. Magazinveröffentlichung in Tintin 31/1980 (29. Juli 1980) bis 45/1980 (4. November 1980)
- Frz. Magazinveröffentlichung in Nouveau Tintin 255 (29. Juli 1980) bis 269 (4. November 1980)
- Frz. Albumausgabe als Clifton 6 bei Le Lombard, Brüssel (Januar 1982), ISBN 978-2-8036-1823-1
- Frz. Album-Neuausgabe in Clifton Intégrale 3 bei Le Lombard, Brüssel (Mai 2011), ISBN 978-2-8036-2835-3
- Dt. Magazinausgabe als Das Attentat der Panther in Yps 306–313 (1981) bei Gruner + Jahr, Hamburg
- Dt. Albumausgabe als Zum Fressen gern bei Carlsen, Reinbek bei Hamburg, als Percy Pickwick 3 (April 1984), Verlagsnummer 02183, ISBN 3-551-02183-X
- Dt. Album-Neuausgabe als Zum Fressen gern bei Toonfish, Bielefeld, in Percy Pickwick Gesamtausgabe 3 (April 2015), ISBN 978-3-86869-768-1

K8. Il y a des jours, hélas, où tout va bien! (4 S.)
Text (Scénario): Bob de Groot; Zeichnungen (Dessin): Turk & Janry
- Frz. Magazinveröffentlichung in Super-Tintin 16 (23. März 1982)
- Frz. Veröffentlichung in La grande aventure du journal Tintin: 1946-1988, Le Lombard, Brüssel (August 2016), ISBN 978-2-8036-7045-1
- Dt. Albumausgabe als Kein Tag ist wie der andere in Die teuflischen Zwerge bei Carlsen, Hamburg, als Percy Pickwick 18 (Oktober 1996), Verlagsnummer 02198, ISBN 3-551-02198-8
- Dt. Album-Neuausgabe als (K)ein Tag wie jeder andere bei Toonfish, Bielefeld, in Percy Pickwick Gesamtausgabe 2 (Februar 2015), ISBN 978-3-86869-767-4

12. Week-end à tuer (46 S.)
Text (Scénario): Bob de Groot; Zeichnungen (Dessin): Turk & Michel Breton
- Frz. Magazinveröffentlichung in Nouveau Tintin 369 (5. Oktober 1982) bis 382 (4. Januar 1983)
- Frz. Albumausgabe als Clifton 8 bei Le Lombard, Brüssel (Januar 1984), ISBN 978-2-8036-1797-5
- Frz. Album-Neuausgabe in Clifton Intégrale 3 bei Le Lombard, Brüssel (Mai 2011), ISBN 978-2-8036-2835-3
- Dt. Magazinausgabe als Das Unglück kommt am Wochenende in Yps 426–433 (1983) bei Gruner + Jahr, Hamburg
- Dt. Albumausgabe als Mord am Meer bei Carlsen, Reinbek bei Hamburg, als Percy Pickwick 4 (Oktober 1984), Verlagsnummer 02184, ISBN 3-551-02184-8
- Dt. Album-Neuausgabe als Mord am Meer bei Toonfish, Bielefeld, in Percy Pickwick Gesamtausgabe 3 (April 2015), ISBN 978-3-86869-768-1

13. Kidnapping (46 S.)
Text (Scénario): Bob de Groot; Zeichnungen (Dessin): Turk & Michel Breton
- Frz. Magazinveröffentlichung in Nouveau Tintin 414 (16. August 1983) bis 426 (8. November 1983)
- Frz. Albumausgabe als Clifton 9 bei Le Lombard, Brüssel (Oktober 1984), ISBN 978-2-8036-1420-2
- Frz. Album-Neuausgabe in Clifton Intégrale 4 bei Le Lombard, Brüssel (Juli 2011), ISBN 978-2-8036-2839-1
- Dt. Magazinausgabe als Die Entführung in Yps 450–457 (1984) bei Gruner + Jahr, Hamburg
- Dt. Albumausgabe als Allzeit bereit bei Carlsen, Reinbek bei Hamburg, als Percy Pickwick 5 (Februar 1985), Verlagsnummer 02185, ISBN 3-551-02185-6
- Dt. Album-Neuausgabe als Allzeit bereit bei Toonfish, Bielefeld, in Percy Pickwick Gesamtausgabe 4 (Juni 2015), ISBN 978-3-86869-769-8

### Bédu & De Groot (1984–1990)
K9. Passé composé (14 S.)
Text (Scénario): Bob de Groot; Zeichnungen (Dessin): Bédu
- Frz. Magazinveröffentlichung in Super-Tintin 25 (19. Juni 1984)
- Dt. Magazinausgabe als Der 24-Stunden-Fall in Yps 525–527 (1984) bei Gruner + Jahr, Hamburg

(Später überarbeitete längere Version als Album erschienen)
14. Passé composé (46 S.)
Text (Scénario): Bob de Groot; Zeichnungen (Dessin): Bédu
- Frz. Magazinveröffentlichung in Nouveau Tintin 483 (11. Dezember 1984) bis 490 (29. Januar 1985)
- Frz. Albumausgabe als Clifton 10 bei Le Lombard, Brüssel (Januar 1986), ISBN 978-2-8036-1677-0
- Frz. Album-Neuausgabe in Clifton Intégrale 4 bei Le Lombard, Brüssel (Juli 2011), ISBN 978-2-8036-2839-1
- Dt. Albumausgabe als Die Reportage bei Carlsen, Reinbek bei Hamburg, als Percy Pickwick 6 (Februar 1986), Verlagsnummer 02186, ISBN 3-551-02186-4
- Dt. Album-Neuausgabe als Die Reportage bei Toonfish, Bielefeld, in Percy Pickwick Gesamtausgabe 4 (Juni 2015), ISBN 978-3-86869-769-8

K10. Faute d’autographe (6 S.)
Text (Scénario): Bob de Groot; Zeichnungen (Dessin): Bédu
- Frz. Magazinveröffentlichung in Super-Tintin 28 (26. März 1985)
- Dt. Albumausgabe als Das Autogramm in Die teuflischen Zwerge bei Carlsen, Hamburg, als Percy Pickwick 18 (Oktober 1996), Verlagsnummer 02198, ISBN 3-551-02198-8
- Dt. Album-Neuausgabe als Die Jagd auf das Autogramm bei Toonfish, Bielefeld, in Percy Pickwick Gesamtausgabe 5 (August 2015), ISBN 978-3-86869-770-4

15. La mémoire brisée (46 S.)
Text (Scénario): Bob de Groot; Zeichnungen (Dessin): Bédu
- Frz. Magazinveröffentlichung in Nouveau Tintin 547 (4. März 1986) bis 557 (13. Mai 1986)
- Frz. Albumausgabe als Clifton 11 bei Le Lombard, Brüssel (April 1987), ISBN 978-2-8036-1947-4
- Frz. Album-Neuausgabe in Clifton Intégrale 4 bei Le Lombard, Brüssel (Juli 2011), ISBN 978-2-8036-2839-1
- Dt. Magazinausgabe als Der Mann ohne Gedächtnis in Yps 560–567 (1986) bei Gruner + Jahr, Hamburg
- Dt. Albumausgabe als Agent ohne Erinnerung bei Carlsen, Reinbek bei Hamburg, als Percy Pickwick 8 (1987), Verlagsnummer 02188, ISBN 3-551-02188-0
- Dt. Album-Neuausgabe als Agent ohne Erinnerung bei Toonfish, Bielefeld, in Percy Pickwick Gesamtausgabe 4 (Juni 2015), ISBN 978-3-86869-769-8

K11. A vos marques (3 S.)
Text (Scénario): Bob de Groot; Zeichnungen (Dessin): Bédu
- Frz. Magazinveröffentlichung in Nouveau Tintin 580 (21. Oktober 1986)
- Dt. Albumausgabe als Zufällige Begegnung in Die teuflischen Zwerge bei Carlsen, Hamburg, als Percy Pickwick 18 (Oktober 1996), Verlagsnummer 02198, ISBN 3-551-02198-8
- Dt. Album-Neuausgabe als Zufällige Begegnung bei Toonfish, Bielefeld, in Percy Pickwick Gesamtausgabe 5 (August 2015), ISBN 978-3-86869-770-4

K12. Marathon (3 S.)
Text (Scénario): Bob de Groot; Zeichnungen (Dessin): Bédu
- Frz. Magazinveröffentlichung in Super-Tintin 34 (4. November 1986)
- Dt. Albumausgabe als Marathon in Die teuflischen Zwerge bei Carlsen, Hamburg, als Percy Pickwick 18 (Oktober 1996), Verlagsnummer 02198, ISBN 3-551-02198-8
- Dt. Album-Neuausgabe als Marathon bei Toonfish, Bielefeld, in Percy Pickwick Gesamtausgabe 5 (August 2015), ISBN 978-3-86869-770-4

K13. Un lourd secret (1 S.)
Text (Scénario): Bob de Groot; Zeichnungen (Dessin): Bédu
- Frz. Magazinveröffentlichung in Super-Tintin 37 (23. Juni 1987)
- Frz. Magazinveröffentlichung in Hello Bédé 15 (01/90) (1990)
- Dt. Albumausgabe als Ein schweres Geheimnis bei Toonfish, Bielefeld, in Percy Pickwick Gesamtausgabe 5 (August 2015), ISBN 978-3-86869-770-4

16. Dernière séance (46 S.)
Text (Scénario): Bob de Groot; Zeichnungen (Dessin): Bédu
- Frz. Magazinveröffentlichung in Nouveau Tintin 636 (17. November 1987) bis 647 (2. Februar 1988)
- Frz. Albumausgabe als Clifton 12 bei Le Lombard, Brüssel (November 1988), ISBN 978-2-8036-0684-9
- Frz. Album-Neuausgabe in Clifton Intégrale 4 bei Le Lombard, Brüssel (Juli 2011), ISBN 978-2-8036-2839-1
- Dt. Magazinausgabe als Einer spielt falsch in Yps 661–668 (1988) bei Gruner + Jahr, Hamburg
- Dt. Albumausgabe als Ein filmreifes Verbrechen bei Carlsen, Reinbek bei Hamburg, als Percy Pickwick 11 (1989), Verlagsnummer 02191, ISBN 3-551-02191-0
- Dt. Album-Neuausgabe als Ein filmreifes Verbrechen bei Toonfish, Bielefeld, in Percy Pickwick Gesamtausgabe 4 (Juni 2015), ISBN 978-3-86869-769-8

K14. Hommage à Cubitus (1 S.)
Text (Scénario): Bob de Groot; Zeichnungen (Dessin): Bédu
- Frz. Magazinveröffentlichung in Nouveau Tintin 656 (5. April 1988)
- Dt. Magazinausgabe als Herzlichen Glückwunsch, Cubitus! in  Comic Forum 41 (August 1988) bei Comic Verlagsgesellschaft, Wien
- Dt. Albumausgabe bei Toonfish, Bielefeld, in Percy Pickwick Gesamtausgabe 5 (August 2015), ISBN 978-3-86869-770-4

17. Matoutou-Falaise (46 S.)
Text (Scénario): Bob de Groot; Zeichnungen (Dessin): Bédu
- Ndl. Magazinveröffentlichung in Kuifje 25/1989 (13. Juni 1989) bis 36/1989 (29. August 1989)
- Frz. Albumausgabe als Clifton 13 bei Le Lombard, Brüssel (Januar 1990), ISBN 978-2-8036-1735-7
- Frz. Album-Neuausgabe in Clifton Intégrale 5 bei Le Lombard, Brüssel (September 2011), ISBN 978-2-8036-2858-2
- Dt. Magazinausgabe als Das Geheimnis der Vogelspinne in Yps 743–750 (1990) bei Gruner + Jahr, Hamburg
- Dt. Albumausgabe als Die Spur der Spinne bei Carlsen, Hamburg, als Percy Pickwick 14 (1990), Verlagsnummer 02194, ISBN 3-551-02194-5
- Dt. Album-Neuausgabe als Die Spur der Spinne bei Toonfish, Bielefeld, in Percy Pickwick Gesamtausgabe 5 (August 2015), ISBN 978-3-86869-770-4

### Bédu (1991–1995)
18. Le Clan Mc Gregor (46 S.)
Text (Scénario) und Zeichnungen (Dessin): Bédu
- Frz. Magazinveröffentlichung in Hello Bédé 92 (26/91; 25. Juni 1991) bis 101 (35/91; 27. August 1991)
- Frz. Albumausgabe als Clifton 14 bei Le Lombard, Brüssel (Oktober 1991), ISBN 978-2-8036-1836-1
- Frz. Album-Neuausgabe in Clifton Intégrale 5 bei Le Lombard, Brüssel (September 2011), ISBN 978-2-8036-2858-2
- Dt. Albumausgabe als Der McGregor-Clan bei Carlsen, Hamburg, als Percy Pickwick 15 (1991), Verlagsnummer 02195, ISBN 3-551-02195-3
- Dt. Album-Neuausgabe als Der McGregor-Clan bei Toonfish, Bielefeld, in Percy Pickwick Gesamtausgabe 5 (August 2015), ISBN 978-3-86869-770-4

19. Mortelle saison (46 S.)
Text (Scénario) und Zeichnungen (Dessin): Bédu
- Frz. Magazinveröffentlichung in Hello Bédé 168 (49/92; 8. Dezember 1992) bis 178 (7/93; 16. Februar 1993)
- Frz. Albumausgabe als Clifton 15 bei Le Lombard, Brüssel (Mai 1993), ISBN 978-2-8036-1948-1
- Frz. Album-Neuausgabe in Clifton Intégrale 5 bei Le Lombard, Brüssel (September 2011), ISBN 978-2-8036-2858-2
- Dt. Albumausgabe als Mord ist Trumpf bei Carlsen, Hamburg, als Percy Pickwick 16 (1993), Verlagsnummer 02196, ISBN 3-551-02196-1
- Dt. Magazinausgabe als Tödliches Spiel in Yps 947–954 (1994) bei Gruner + Jahr, Hamburg
- Dt. Album-Neuausgabe als Des Todes kalte Hand bei Toonfish, Bielefeld, in Percy Pickwick Gesamtausgabe 5 (August 2015), ISBN 978-3-86869-770-4

20. Le Baiser du cobra (46 S.)
Text (Scénario) und Zeichnungen (Dessin): Bédu
- Frz. Albumausgabe als Clifton 16 bei Le Lombard, Brüssel (1. Januar 1995), ISBN 978-2-8036-1450-9
- Frz. Album-Neuausgabe in Clifton Intégrale 5 bei Le Lombard, Brüssel (September 2011), ISBN 978-2-8036-2858-2
- Dt. Albumausgabe als Der Kuß der Kobra bei Carlsen, Hamburg, als Percy Pickwick 17 (Februar 1995), Verlagsnummer 02197, ISBN 3-551-02197-X
- Dt. Magazinausgabe als Der Kuß der Kobra in Yps 1059–1066 (1996) bei Gruner + Jahr, Hamburg
- Dt. Album-Neuausgabe als Der Kuss der Kobra bei Toonfish, Bielefeld, in Percy Pickwick Gesamtausgabe 5 (August 2015), ISBN 978-3-86869-770-4

### De Groot & Rodrigue (2003–2006)
21. Jade (46 S.)
Text (Scénario): Bob de Groot; Zeichnungen (Dessin): Michel Rodrigue
- Frz. Albumausgabe als Clifton 18 bei Le Lombard, Brüssel (1. März 2003), ISBN 978-2-8036-1669-5
- Frz. Album-Neuausgabe in Clifton Intégrale 6 bei Le Lombard, Brüssel (November 2011), ISBN 978-2-8036-2865-0
- Dt. Albumausgabe als Jade bei Carlsen, Hamburg, als Percy Pickwick 19 (August 2003), Verlagsnummer 02199, ISBN 3-551-02199-6
- Dt. Album-Neuausgabe als Jade bei Toonfish, Bielefeld, in Percy Pickwick Gesamtausgabe 6 (Oktober 2015), ISBN 978-3-86869-771-1

22. Lune noire (46 S.)
Text (Scénario): Bob de Groot; Zeichnungen (Dessin): Michel Rodrigue
- Frz. Albumausgabe als Clifton 19 bei Le Lombard, Brüssel (1. Oktober 2004), ISBN 978-2-8036-2007-4
- Frz. Album-Neuausgabe in Clifton Intégrale 6 bei Le Lombard, Brüssel (November 2011), ISBN 978-2-8036-2865-0
- Dt. Albumausgabe als Schwarzer Mond bei Carlsen, Hamburg, als Percy Pickwick 20 (April 2005), Verlagsnummer 02220, ISBN 3-551-02220-8
- Dt. Album-Neuausgabe als Schwarzer Mond bei Toonfish, Bielefeld, in Percy Pickwick Gesamtausgabe 6 (Oktober 2015), ISBN 978-3-86869-771-1

23. Élémentaire, mon cher Clifton! (46 S.)
Text (Scénario): Bob de Groot und Michel Rodrigue; Zeichnungen (Dessin): Michel Rodrigue
- Frz. Albumausgabe als Clifton 20 bei Le Lombard, Brüssel (17. November 2006), ISBN 978-2-8036-2084-5
- Frz. Album-Neuausgabe in Clifton Intégrale 6 bei Le Lombard, Brüssel (November 2011), ISBN 978-2-8036-2865-0
- Dt. Albumausgabe als Spur in die Vergangenheit bei Carlsen, Hamburg, als Percy Pickwick 21 (Dezember 2006), Verlagsnummer 73011, ISBN 978-3-551-73011-4
- Dt. Album-Neuausgabe als Spur in die Vergangenheit bei Toonfish, Bielefeld, in Percy Pickwick Gesamtausgabe 6 (Oktober 2015), ISBN 978-3-86869-771-1

### Rodrigue (2008)
24. Balade Irlandaise (46 S.)
Text (Scénario) und Zeichnungen (Dessin): Michel Rodrigue
- Frz. Albumausgabe als Clifton 21 bei Le Lombard, Brüssel (7. März 2008), ISBN 978-2-8036-2300-6
- Frz. Album-Neuausgabe in Clifton Intégrale 6 bei Le Lombard, Brüssel (November 2011), ISBN 978-2-8036-2865-0
- Dt. Albumausgabe als Irische Ballade bei Carlsen, Hamburg, als Percy Pickwick 22 (März 2008), Verlagsnummer 73012, ISBN 978-3-551-73012-1
- Dt. Album-Neuausgabe als Irische Ballade bei Toonfish, Bielefeld, in Percy Pickwick Gesamtausgabe 6 (Oktober 2015), ISBN 978-3-86869-771-1

### Turk & Zidrou (2016–2023)
25. Clifton et les Gauchers Contrariés (46 S.)
Text (Scénario): Zidrou; Zeichnungen (Dessin): Turk; Farben (Couleurs): Kaël (eigentlich Karine Léonard)
- Belg. Vorabdruck in Le Soir, Bruxelles (täglich eine Seite vom 23. November 2015 – 16. Januar 2016)
- Frz. Albumausgabe als Clifton 22 bei Le Lombard, Brüssel (5. Februar 2016), ISBN 978-2-8036-3624-2
- Dt. Albumausgabe als Percy Pickwick und die Geisterfahrer bei Toonfish, Bielefeld, als Percy Pickwick 23 (25. April 2016), ISBN 978-3-95839-929-7

26. Just Married (46 S.)
Text (Scénario): Zidrou; Zeichnungen (Dessin): Turk; Farben (Couleurs): Kaël (eigentlich Karine Léonard)
- Frz. Albumausgabe als Clifton 23 bei Le Lombard, Brüssel (1. September 2017), ISBN 978-2-8036-7009-3
- Dt. Albumausgabe als Just Married bei Toonfish, Bielefeld, als Percy Pickwick 24 (13. Dezember 2017), ISBN 978-3-95839-930-3

K15. Clifton et l'étrange cas de la génisse de Fer (7 S.)
Text (Scénario) und Zeichnungen (Dessin): Philippe Foerster
- Frz. Veröffentlichung im Sonderband Journal Tintin - Spécial 77 Ans bei Le Lombard, Brüssel (8. September 2023), ISBN 978-2-80821-021-8

27. Le dernier des Clifton (46 S.)
Text (Scénario): Zidrou; Zeichnungen (Dessin): Turk; Farben (Couleurs): Kaël (eigentlich Karine Léonard)
- Frz. Albumausgabe als Clifton 24 bei Le Lombard, Brüssel (20. Oktober 2023), ISBN 978-2-80821-146-8
- Dt. Albumausgabe unter dem Titel Der Letzte der Pickwicks bei Toonfish, Bielefeld, als Percy Pickwick 25 (24. April 2024), ISBN 978-3-95839-931-0